# The Last of Us (videójáték)
A The Last of Us egy túlélőhorror akció-kaland videójáték, amelyet a Naughty Dog fejlesztett és a Sony Computer Entertainment jelentett meg PlayStation 3 exkluzív címként. A játékot hivatalosan 2011. december 10-én, a Spike Video Game Awards rendezvényen jelentették be, majd 2013. június 14-én vált elérhetővé Japánon kívül világszerte, ahol június 20-án jelent meg. 2014. július 29-én megjelent Playstation 4 konzolra is The Last Of Us: Remastered néven.
A játékos Joel (szinkronhangja és motion capture színésze: Troy Baker) szerepét ölti magára, aki 2033-ban a poszt-apokaliptikus Egyesült Államokat keresztülszelve trekkel, annak érdekében, hogy a fiatal Ellie-t (szinkronhangja és motion capture színésze: Ashley Johnson) egy Fireflies nevű barátságos ellenállócsoporthoz juttassa, akik úgy gondolják, hogy Ellie lehet a kulcsa a világot pusztító fertőzésnek. A játékosnak a Cordyceps gombafajtól megfertőződött zombiszerű teremtményektől, valamint ellenséges emberektől; banditáktól és kannibáloktól kell megvédelmeznie csapatát lőfegyverek és a lopakodás használatával, olyan képességek segítségével, mint a hangok vizuális reprezentációja. A játékos a kalandozásai során guberált tárgyak kombinálásával fegyvereket vagy elsősegélycsomagokat készíthet.
A The Last of Us kritikai elismerésben részesült, a tesztírók számos aspektusát, köztük a választásra lehetőséget adó játékmenetet, a valósághű harcokat, a cselekményszál érzelmi mélységét, a hangokat és a környezet kialakítását is dicsérték. Számos szaklap a legmagasabb pontszámmal jutalmazta, a játékot a hetedik konzolgeneráció egyik legfontosabb címének kiáltotta ki. A The Last of Us tudhatja maga mögött a 2013-as év videójátékos szempontból eddigi legnagyobb nyitóhetét, megjelenésének hetében több mint 1,3 millió példány kelt el belőle. 2013 júliusáig kevesebb mint három hét alatt 3,4 millió példány fogyott a játékból, így minden idők leggyorsabban fogyó új PlayStation 3-as szellemi tulajdona lett.
A játék folytatását, a Last of Us: Part II-t 2016. december 3-án jelentették be, és kizárólag PlayStation 4-re fog megjelenni. A játékot 2020 májusában adták volna ki, de a koronavírus járvány miatt elhalasztották, és végül június 19-én debütált. A The Last Of Us: Part ll története rendkívül megosztó lett, viszont már a megjelenése napján nagy bevételre tett szert, így 2020 egyik leggyorsabban fogyó játéka lett.  
A The Last Of Us játékból még televíziós sorozat is lesz, amit a Csernobil rendezőjére és Neil Druckmann, a játék írójára bíztak. Az HBO mutatta be 2023 január 15-én.

## Játékmenet
A The Last of Usban a játékos külső nézetes perspektívából irányítja Joelt, miközben Ellie-t a mesterséges intelligencia vezéreli a játék jelentős hányada során, bár a játék későbbi szakaszaiban ez felcserélődik. A játékban szerepel tűz- és közelharc, és egy fedezékrendszer, amelyben nincsenek előre meghatározott rejtekhelyek, fedezék gyanánt a közeli tárgyakhoz való guggolás szolgál. A játékos a Fertőzöttekkel (Infected) — egykori emberekkel, akiket megfertőzött a Cordyceps gombafaj mutálódott törzse — és a Túlélőkkel (Survivors) — emberek, amelyek ugyan nem fertőzöttek, de mégis ellenségesen viselkednek Joellel és Ellie-vel szemben — kell megküzdenie. Egy játékmenetbeli elem, amit a fejlesztők dinamikus lopakodásnak (dynamic stealth) neveztek el, is megtalálható a játékban, ami azt jelenti, hogy a játékosnak az új szituációk leküzdésére számos eltérő típusú stratégia és technikai áll rendelkezésre, és ezekre az ellenfelek másképp reagálnak.

A valós idejű barkácsolási rendszer, amit a hátizsák elővételével lehet megnyitni.

Kalandozásaik során Joel és Ellie számos távolsági és közelharci fegyvert használhat az ellenfelek legyőzése és a pályákon való továbbhaladás érdekében. Ezen fegyverek közé tartoznak az olyan hosszabb fegyverek, mint a tolózáras puska, a sörétes puska, az íj, a lángszóró vagy a gépkarabély, valamint az olyan rövid csövű fegyverek, mint a pisztoly, a revolver, az El Diablo nevű revolver-szerű távcsöves maroklőfegyver vagy a Shorty lefűrészelt csövű egykezes sörétes puska. Ezek mellett számos különböző elhasználódó közelharci fegyvereket — vascsöveket, deszkákat, baseball ütőket, machetéket és baltákat — is lehet találni a környezetben. Tárgyakat, mint például az üres üvegeket vagy a téglákat fel lehet venni, majd ezeket eldobva el lehet terelni vagy meg lehet zavarni az ellenségeket, de egyszerű közelharci fegyverként is használhatóak.
A szokványos fegyver- és tárgykiválasztás mellett a játékban egy barkácsolási rendszer is szerepel. A játékos a hátizsák elővételével a játék folyamán megismert recepteket követve különböző hasznos eszközöket, mint például Molotov-koktélokat készíthet az egykoron hasztalan tárgyakból; így többek között szeszes italokból, kidobott törölközőkből vagy törött borotvapengékből. Annak érdekében, hogy rákényszerítsék a játékost az adott körülményekhez megfelelő nehéz döntések meghozatalára, ezért az összes tárgyhoz néhány más tárgyhoz is szükséges alkotóelemből készíthető el. Példának okáért a Molotov-koktél és az egészségügyi csomag elkészítéséhez is kell egy kevés alkohol és néhány rongydarab. A játékosnak gyorsan és gondosan megválasztott helyen kell a tárgyakat elkészítenie, mivel a barkácsolás valós időben zajlik le, azaz játék nem áll le a művelet során, így az ellenfeleknek lehetősége nyílik, hogy kihasználják a főszereplő figyelmének pillanatnyi lankadását.
A játékos szerszámos ládákat és alkatrészeket is gyűjthet, utóbbit fogaskerekek formájában, amik segítségével fejleszthetőek a fegyverek a játék folyamán fellelhető munkapadoknál. Olyan dolgok növelhetőek, mint a pisztolytáskák száma, illetve a fegyverek tűzgyorsasága, tárkapacitása, visszarúgásuk mértéke vagy a hatótávolságuk. Kézikönyvek is gyűjthetőek az elkészített tárgyak hatékonyságának növelése érdekében. Például az összeállított bökők tartóssága vagy a Molotovok robbanási sugara is növelhető. Joel fizikai képességei is fejleszthetőek. A játékos az összegyűjtött tablettákkal és gyógynövényekkel többek között megnövelheti életcsíkját vagy barkácsolási sebességét.
A játékban harc nélküli időszakok is vannak, amelyek alatt a játékos felfedezheti a környezetet vagy más kiegészítő cselekedetekbe foghat. Ezen szakaszok gyakran vonják magukkal a szereplők közötti párbeszédeket, legyenek azok automatikusak vagy választhatóak, ahol megbeszélik a jelenlegi helyzetüket, a környezetet vagy vicceket mesélnek. Ezek mellett számos gyűjthető tárgyat lehet felvenni és elrakni a hátizsákba. Tárgyakat, így jegyzeteket, plakátokat vagy térképeket lehet gyűjteni, amelyek további ismerteket biztosítanak a játékosnak a környezetről és annak egykori vagy jelenlegi lakóiról. Firefly-függők, amelyekbe bele van vésve a korábbi tulajdonosuk neve, illetve egy Savage Starlight nevű képregénysorozat kötetei is találhatóak a játék során. A játékosnak egyszerű platformer dilemmákat is meg kell oldani a pályákon való előrehaladás során. Ezek között olyan feladatok szerepelnek, mint egymás fellendítése, az úszni nem tudó Ellie átjuttatása a nagyobb víztömegeken lebegő raklapok segítségével, vagy létrák, illetve kukák felkutatása, hogy azokon magasabb területekre jussanak a szereplők.
A Naughty Dog erőegyensúly (Balance of Power) néven egy mesterséges intelligencia-rendszert fejlesztett a játékhoz. Ez az új rendszer lehetővé teszi, hogy az ellenségek bármilyen harci szituációba is keveredjenek, arra mindig valósághűen reagálnak; fedezékbe húzódnak, ha meglátják a játékost, erősítést hívnak, ha rászorulnak vagy kihasználják a játékos gyengeségeit, mint például, ha Joelnek elfogy a lőszere, ha zavarodott vagy, ha más ellenfél rátámadt. A játékos a különböző képességeknek hála számos módon teljesítheti ugyanazt a feladatot.

### Többjátékos mód
A The Last of Us Factions néven egy különálló többjátékos komponenst, amely hozzátesz az egyjátékos módban felépített történethez, is tartalmaz. Kezdéskor a játékos frakciót — Hunters vagy Fireflies — választhat, részesévé válva az egyik csoportnak. A játékosnak tizenkét héten keresztül kell kitartania ellátmányok gyűjtésével a meccsek alatt a klánja életben tartásának érdekében. Minden meccs egy napnak számít. A tizenkét hét végéig való túléléssel a játékos befejezi a kalandozásait és újra frakciót választhat. A The Last of Us többjátékos módjának a klán növelése és a túlélés áll a középpontjában, amely célok teljesítéséhez ellátmányok gyűjtése szükséges. Az ellátmányokat a meccs alatti teljesítményükhöz mérten kapják a játékosok. Az ellenfelek megölése vagy abban besegítés, a társak felgyógyítása vagy a tárgyak készítése mind alkatrészekkel jutalmazza a játékost. A meccsek végén ezen alkatrészek ellátmányokká váltódnak át. Az ellenfelek is hagynak hátra haláluk után ellátmányokat, amiket fel lehet venni. A játékos klánját véletlenszerű nem játékos karakterekkel is feltöltheti, de ezek a barátai nevét is megkaphatják a Facebookon keresztül. Hogy tovább segítsék a játékos belemerülését a játékba különleges események vannak, amelyek során többek között feltámaszthatják az elesett bajtársait.

## Cselekmény

### Helyszín
A The Last of Us az Egyesült Államokban játszódik, húsz évvel azután, miután egy spóra alapú fertőzés gyorsan elterjedt a bolygón, így a világ népességének nagy része vagy a túlélésért küzd vagy pedig már megfertőződött. A fertőzés, ami átveszi a gazdatest agya feletti irányítást, majd az áldozatot egyetlen harapással ölni képes halálos ragadozóvá változtatja, magával ragadta az emberiség jelentős hányadát. A játékban az Egyesült Államok számos területe, így Boston, Lincoln, Pittsburgh és Salt Lake City is feltűnik.

### Szereplők
A játék két főszereplője Joel (hangja Troy Baker) és Ellie (hangja Ashley Johnson). Joel feketepiaci csempészként dolgozik, aki a gombafertőzés kitörése után számos embertelen munkát elvállalt a túlélés érdekében, míg Ellie egy tizennégy éves árva, aki a gombafertőzés elterjedése után nőtt fel. A további szereplők közé tartozik Tess (Annie Wersching), Joel csempésztársa; Marlene (Merle Dandridge), a Fireflies vezetője és Ellie édesanyjának barátnője; Robert (Robin Atkin Downes), egy fegyverkereskedő; Sarah (Hana Hayes), Joel lánya; és számos egyéb karakter — Bill (William Earl Brown), egy szakképzett szerelő; Henry és Sam túlélők (Brandon Scott és Nadji Jeter); Joel öccse, Tommy (Jeffrey Pierce) és annak felesége Maria (Ashley Scott); David (Nolan North), egy túlélőcsapat vezére; illetve James (Reuben Langdon), David partnere — akikkel Joel és Ellie megismerkedik a kalandozásaik során.

### Történet
A játék Joel, egy egyedülálló, a tizenkét éves lányával, Sarah-val Texasban élő apa bemutatásával kezdődik. A férfi születésnapjának másnapján mutáns Cordyceps fertőzés tör ki az Egyesült Államokban, amely az emberi gazdatestet vad, vérszomjas gyilkossá változtatja. Amint Joel, az öccse, Tommy és Sarah a kezdeti káoszban menekülni próbál Sarah-t lelövi egy katona, s Joel kezei közt meghal.
Húsz évvel később a civilizáció nagy részét a fertőzés elpusztította, a néhány megmaradt túlélő vagy erős rendőri karantén alatt tartott zónákban vagy önálló településeken, illetve nomád csoportokban él. Joel egy bostoni karanténzónában él, ahol, barátjával, Tess-szel csempészként dolgoznak. Joel és Tess üldözőbe veszik Robertet, egy helyi gengsztert, hogy visszaszerezzék az ellopott fegyverkészletüket. Mielőtt megölnék, Robert elárulja, hogy az árut elcserélte a Fireflieszal, egy lázadó csoporttal, amely a karanténzónák irányítását végző hatóságok ellen harcol. Joel és Tess találkozik a Fireflies vezetőjével, Marlene-nel, aki megígéri nekik, hogy az ellopott fegyverkészletük kétszeresét kapják vissza, ha kicsempésznek egy tizenéves lányt, Ellie-t a Fireflies karanténzónán kívüli rejtekhelyére. Joel, Tess és Ellie éjszaka kilopóznak, és miután belebotlanak egy járőrcsapatba Ellie-ről kiderül, hogy fertőzött. A teljes fertőzés két nap alatt végbemegy, azonban Ellie állítása szerint három hete fertőződött meg és az immunitása lehet az ellenszer kulcsa. A hármas a karanténzónából kiküzdve magát elér a megbeszélt pontra, azonban ott ráeszmélnek, hogy a rájuk váró embereket megölték. Tess elmondja, hogy a fertőzöttekkel való harcok során megharapták, majd úgy dönt, hogy feláldozza magát a közeledő katonákkal szemben, ezzel lehetőséget biztosítva a párosnak a menekülésre.
Joel és Ellie az országot keresztül szelve nyugati irányba trekkel, az út során átmeneti szövetségeseket szerezve fertőzöttekkel és erőszakos banditákkal hemzsegő elhagyatott nagy- és kisvárosokon küzdik keresztül magukat. Ősszel a páros végül megtalálja a korábban Fireflies tag Tommyt Wyomingban, ahol egy vízerőmű közelében egy erődített települést állított fel. Joel fontolgatja, hogy Tommy gondjaira bízza Ellie-t, de miután visszaverik banditákat és Ellie szembesíti Sarah-val végül úgy dönt, hogy a lánnyal marad. Tommy egy, a Kelet-Coloradói Egyetem területén elhelyezkedő Fireflies területre irányítja őket. A páros elhagyatottan talál rá a területre, de megtudják, hogy a Fireflies egy Salt Lake City-i kórházba tette át székhelyét. Távozásuk során banditák támadnak rájuk, Joel súlyosan megsérül a menekülésük során.
Télen Ellie és Joel a hegyekben talál menedéket. Joel a halál szélén van, Ellie viseli gondját. Miután vadászat közben elejt egy nagy szarvast, Ellie találkozik Daviddel és Jamesszel, akik a húsért cserébe gyógyszert kínálnak a lánynak. Amíg James elmegy a gyógyszerekért Ellie-t és Davidet megtámadja egy horda fertőzött, de sikerül visszaverniük a támadást. Később David elárulja a lánynak, hogy a banditák, akiket Ellie és Joel megölt az egyetemnél a csapatához tartoztak, majd elengedi Ellie-t a gyógyszerrel. David egy csapatot küld Ellie követésére arra kényszerítve őt, hogy a másnap reggel elcsalogass őket Joeltől, de elkapják őt. Ellie rájön, hogy David és az emberei kannibálok, majd megszökik miután felajánlották neki, hogy csatlakozzon hozzájuk, azonban David végül sarokba szorítja egy égő étteremben. Eközben Joelnek csillapodik a láza és Ellie hollétének felkutatására indul, megküzdve David bandájával az étterem felé vezető út során. Végül megtalálja Ellie-t, aki éppen önvédelemből brutálisan megöli Davidet, majd Joel megvigasztalja a lányt, mielőtt közösen elmenekülnek.
Tavasszal Joel és Ellie megérkeznek Salt Lake City-be. Az elárasztott autópálya alagutakon keresztül folytatják útjukat, azonban egy zúgó elmossa őket és Joel éppenhogy meg tudja menteni Ellie-t a fulladásos haláltól. Egy Fireflies őrjárat elfogja őket. Joel a kórházban ébred, ahol Marlene üdvözli őt. A nő elmondja neki, hogy Ellie-t előkészítették a műtétre, amely során kinyerik a fertőzés elleni vakcinát, azonban ehhez el kell távolítaniuk Ellie fertőzött agyát, megölve ezzel őt. Joel megszökik és végigküzdi magát a műtőterembe, ahonnan magával cipeli az öntudatlan Ellie-t a kórház épületének mélygarázsába.
Itt összetalálkozik Marlene-nal, akit megöl, hogy megakadályozza, hogy a Fireflies üldözőbe vegye őket. A városból kivezető kocsiút során Ellie magához tér, majd Joel hazudik neki a történtekről, azt mondja, hogy a Fireflies már megpróbált ellenszert előállítani más immunis jelöltekből, azonban ez nem sikerült, így feladták terveiket. A páros Tommy településének pereméhez érnek, ahol Ellie kifejezi túlélői bűntudatát, majd megkéri Joelt, hogy esküdje meg, hogy igazat mondott a Fireflieszal kapcsolatban, amit a férfi meg is tesz.

## Fejlesztés
A Naughty Dog az Uncharted 2: Among Thieves elkészülte után titokban, két évig dolgozott a The Last of Uson mielőtt azt hivatalosan bejelentették volna. A játék 2013. május 15-én került aranylemezre. Annak érdekében, hogy elkészítsenek egy új szellemi tulajdont és ezzel egyidőben az Uncharted sorozatot is folytassák a Naughty Dog társelnökei, Even Wells és Christophe Ballestra két csapatra osztotta a céget, az egyik az Uncharted 3: Drake’s Deception, míg a másik a The Last of Us fejlesztésébe kezdett bele. A projekten dolgozó alkalmazottak pontos száma és a fejlesztési költségek nem ismertek.
A The Last of Us koncepciója azután merült fel, miután a fejlesztők megnézték a BBC Bolygónk, a Föld című dokumentumfilm sorozatának egy szegmensét, amelyben egy Cordyceps gombával fertőzött hangyát mutattak be, ahol a gomba átveszi az állat agyának feletti irányítást, majd kinő annak fejéből; az, hogy a gomba az embereket is megfertőzheti a játék alapötletévé vált. A GamesRadar rámutatott, hogy a játék a The Walking Dead graphic novelből és televíziós sorozatból, valamint a 28 nappal később, Az ember gyermeke, Az út, a Legenda vagyok és A Triffidek napja filmváltozataiból is merített inspirációt. A játék további inspirációforrásaként szolgált A világ nélkülünk és a Polio: An American Story non-fiction könyvek, A félszemű, A kárhozat útja, a Nem vénnek való vidék filmek és a The Last Town on Earth és a City of Thieves regények.
Neil Druckmann kreatív vezető elmondása szerint a fejlesztőcsapatra erős hatással volt az Uncharted 2: Among Thieves egyik bizonyos szakasza, amelyben Nathan Drake főszereplő összeáll Tenzin tibeti vezetővel, aki egyáltalán nem beszél angolul. A rövid játékszakasz alatt a fejlesztőknek sikerült köteléket építenie Drake és Tenzin között. Az ötlet, hogy egy bonyolult köteléket építsenek ki két szereplő között a játékmenet részeként — ugyan itt a teljes játék során — vezetett Joel, Ellie és a kettőjük közötti kapcsolat megalkotásához. Druckmann hozzátette, hogy a Nem vénnek való vidék című film megnézésekor szembeötlőnek találták, hogy a film jelentős része alatt nem hallható semmiféle zenei aláfestés. Druckmann megjegyezte, hogy a filmben a zene hiánya segítette a szereplők közötti feszültség fokozását, ami szinte tapintható. Druckmann és Bruce Straley játékrendező poszt-apokaliptikus és disztópikus helyszínen játszódó filmeket, könyveket és televíziós műsorokat tanulmányozott, ám hamar rájött, hogy a való élet sokkal jobb inspirációforrásként szolgálhat. Az 1918-as spanyolnátha járvány tanulmányozása során Druckmann a paranoiáról és az emberek kihalástól való védekezéséről tanult, míg az 1880-as évek polio járványa megmutatta neki, hogy a társadalmi osztályok közötti különbségek, hogyan befolyásolják az emberek a megítélését. Az emberi szenvedés történelmének vizsgálata is segített Druckmann-nek válaszolni arra a kérdésre, hogy a The Last of Us olyan játék e, amibe kell egy tipikus rosszfiú. A Naughty Dogot olyan játékok is inspirálták, mint az Ico vagy a Resident Evil 4, amik segítettek a játék történetének kialakításában és a szereplők felépítésében. Ricky Cambier, a Naughty Dog designerének állítása szerint a lehető legvalósághűbb túlélőjátékot akarták elkészíteni, amiben a cselekedetek valóságosnak hatnak.
A Dead Island videójáték első kedvcsináló videója után a játékot fejlesztő csapat aggódott, hogy a két játék nagymértékben hasonló lesz, mindkettő az emberi vagy érzelmi oldalát mutatja be egy apokaliptikus eseménynek. A játék megjelenése után a fejlesztőcsapat rádöbbent, hogy a Dead Island játékmenete nem ér fel a videóban mutatottakhoz; ezzel szemben Neil Druckmann kreatív igazgató úgy gondolja, hogy a The Last of Us kedvcsináló videója „nagyon reprezentatív”. Druckmann azt is elmondta, hogy szeretné, ha a The Last of Us története feladná a leckét a többi játékfejlesztőnek, mivel szerinte az iparág megszokott történetmesélése nem olyan jó, mint amilyennek lennie kellene.
A Naughty Dog fejlesztőstúdió kérése szerint a játékot férfiak mellett nők is tesztelték, miután a céggel dolgozó piackutató cég kizárólag férfi játékosokkal akarta elvégeztetni a műveletet. Neil Druckmann egy interjúban kifejtette, hogy a stúdió azután változtatta meg a cég döntését miután rájöttek, hogy a női játékosokat meg sem kérdezték a játékba való bevonásukról. Druckman elmondása szerint „a tesztelés egy másik szempont, amely befolyásolja, hogy hogyan támogatják a játékot. A játékosokat összeterelik és megkérik őket, hogy vessenek egy pillantást az anyagokra, majd válaszoljanak néhány azokhoz kapcsolódó mennyiségi és minőségi kérdésre.” Druckman azt is hozzátette, hogy „a legnagyobb meglepetésemre a piackutató cég nem tervezte, hogy női játékosokkal is teszteljenek — amire mi külön megkértük őket. Remélem, hogy ez az ódivatú szokás a homályába fog merülni.”

## Marketing
A játékot először 2011. november 29-én, a Spike Video Game Awards előtt említették meg, egy a Times Square-en lévő hirdetőtáblán, amin egy olyan PlayStation 3 játékot reklámoztak, amit „nem fogsz elhinni”. Az első kedvcsináló videó egy apokaliptikus történetet, zavargásokat, járványt, karantént és erőszakot mutatott, de a BBC Bolygónk, a Föld című sorozatából is tartalmazott képsorokat, amelyben egy Ophiocordyceps unilateralisszal, egy veszélyes parazita gombával megfertőződött hangyát mutattak. 2011. december 9-én a játékosok utalást találtak a videóra az Uncharted 3: Drake’s Deceptionben egy újsághír képében, amely szerint „a tudósok még mindig küzdenek a halálos gomba megértéséért”. Neil Druckmann és Bruce Straley játékrendezők egy Kotakunak adott interjújukban elmondták, hogy a Naughty Dog el akarta távolítani az utalást az Uncharted 3-ból, azonban elfelejtették, hogy azt beletették.
A Sony Computer Entertainment a 2011-es Spike Video Game Awardson hivatalosan is bejelentette a játékot, ami a Naughty Dog egy új szellemi tulajdona, amit a Naughty Dog egy nyolcvanfős fejlesztőcsapata készített el. Egy a játékmenetet bemutató kedvcsinálóban egy férfit és egy tizenéves lányt mutattak, amint más túlélőkkel és szokatlan gombakinövésekkel fertőzött emberekkel küzdenek meg, mielőtt kiérnek egy a Legenda vagyok című film helyszínéhez hasonló lepusztult, növényekkel borított városba. A bemutató után nem sokkal Evan Wells, a Naughty Dog társelnöke további részleteket közölt a játékkal kapcsolatban a PlayStation Blogon:
|  | „A The Last of Us egy műfaj definiáló élmény, amely a túlélési és akció elemeket vegyítve mesél el egy szereplő-vezérelt mesét egy az emberiséget tizedelő modern pestisről. A természet a civilizáció fölé nő, rákényszerítve a megmaradt túlélőket, hogy élelemért, fegyverekért vagy bármi másért öljenek. Joelnek, egy könyörtelen túlélőnek és Ellie-nek, egy bátor fiatal tizenéves lánynak, aki korához képest megfontolt, együtt kell dolgoznia, hogy túléljék az Egyesült Államok romjain átívelő kalandjukat.” |
|  | |

A bejelentésben megerősítették, hogy az új projektet Bruce Straley, a stúdió játékrendezője vezényli. Mark Richard Davies, az Enslaved: Odyssey to the West vezető tervezője is segített a Naughty Dognak a játék elkészítése során. Az Uncharted 2: Among Thieves 2009-es megjelenése után, annak fejlesztőcsapata két részre vált, az egyik csapat a The Last of Uson, míg a másik az Uncharted 3: Drake’s Deceptionön dolgozott. A The Last of Us volt az első alkalom, hogy a Naughty Dog kétcsapatos stúdióként működött, illetve, hogy a stúdió két új szellemi tulajdont is bemutatott ugyanazon hardvergeneráción.
A 2012-es Electronic Entertainment Expón volt először nyilvánosan játszható a The Last of Us. A demó egy harcot mutatott be a közönségnek, amelyben először volt látható, hogy Joel és Ellie milyen eszközöket használhat a banditák kis csoportja elleni védekezésük során, valamint, hogy a banditák hogyan működnek közre vagy, hogy hogyan reagálnak Joel pillanatnyi helyzetére. A játék első hivatalos televíziós reklámja 2013. március 31-én került adásba az AMC The Walking Dead sorozatának évadzáró epizódjában. A Sony egy kibővített előzetes videót is feltöltött az Amazonra, amelyben új jeleneteket is mutattak.
Május 31-én a God of War: Ascension dobozos változatát megvásárló játékosoknak elérhető vált a játék demója. A demóban a The Outskirts pályaszakasz játszható, amelyben Joel, Ellie és Tess több fertőzött ellenséggel fut össze. A futóknak (Runners) és a klikkelőknek (Clickers) különböző viselkedésmódja és támadási módszerei vannak. A The Last of Us Észak-Amerikában, Európában és a PAL területeken 2013. június 14-én, míg Japánban 2013. június 20-án jelent meg. A Sony később felfedte, hogy a The Last of Usból 3,4 millió példány kelt el három hét alatt, így az a 2013-as év leggyorsabban fogyó PlayStation 3-játéka lett.

## Megjelenés
A The Last of Us 2013. június 14-én jelent meg hivatalosan világszerte, kivéve Japánban, ahol 2013. június 20-án. A kezdeti tervek szerint a játéknak 2013. május 7-én kellett volna megjelennie, ám Neil Druckmann később a PlayStation Blogon bejelentette, hogy a megjelenési dátumot öt héttel későbbre, 2013. június 14-re halasztották.
|  | „A The Last of Us egy nagyszabású projekt. Számos tekintetben a Naughty Dog talán eddigi legnagyszabásúbb projektje — új univerzum és szereplők, új technológia, új műfaj, nem is beszélve arról, hogy könnyedén a leghosszabb kampánya van, amit a Naughty Dog valaha is készített. Ahogy a The Last of Us végső fejlesztési szakaszába léptünk rádöbbentünk, hogy valójában milyen hatalmas Joel és Ellie története. Ahelyett, hogy felületesek lennénk vagy feladnánk az elveinket, inkább azt a kemény döntést hoztuk, hogy a játék megérdemli azt a néhány ráadás hetet, hogy biztosítsuk, hogy a The Last of Us minden részlete megfelel a Naughty Dog magas belsős elvárásaival szemben. Csapatként büszkék vagyunk arra, hogy a játékaink minden egyes aspektusa — játékmenet, történet, művészet, design, technológia és így tovább — nagyon magas színvonalat képvisel. Azt szeretnénk, hogy a The Last of Us még feljebb helyezze a lécét — nekünk és ami a legfontosabb, nektek, a rajongóinknak is. A ráadás várakozás nagyon rövid lesz és a türelmetek ki fog fizetődni. Frissítsétek a naptáratokat. Még évszakot sem kell változtatnotok benne. A The Last of Us 2013. július 14-étől lesz elérhető. Addig is ne felejtsétek, hogy nagyon keményen fogunk dolgozni, hogy egy olyan élményt hozzunk el nektek, ami megfelel a magas elvárásaitoknak. ” |
|  | – Neil Druckmann, kreatív vezető |

### Kereskedelmi kiadások
Kizárólag Észak-Amerikában volt kapható a játék Survival Edition kiadása, ami a játék steelbook kiadását, egy a Dark Horse Comics által megjelentett keményfedeles művészeti könyvet és a The Last of Us: American Dreams képregénysorozat első kötetét tartalmazza. A Sights and Sounds DLC Pack letölthető tartalom és egy Naughty Dog matrica is a csomag részét képezi.
Kizárólag a GameStop egyesült államokbéli üzleteiben volt elérhető a játék Post-Pandemic Edition kiadása. Ez egy a Project Triforce által készített tizenkét hüvelykes, Joelt és Ellie-t mintázó prémium szobrot, a játék steelbook kiadását, a The Last of Us: American Dreams képregénysorozat első kötetét, a Sights and Sounds és a Survival letölthető tartalmakat, valamint egy Naughty Dog matricát tartalmaz.
Kizárólag Európában volt elérhető a játék Ellie Edition és Joel Edition kiadása. Ezek szereplő tematikus steelbook tokokat és Blu-ray disceket, posztereket, DualShock 3 kontroller skineket és LittleBigPlanet kosztümöket tartalmaznak. Ezek mellett egy kisebb The Last of Us művészeti könyvet és a játékon alapuló képregénysorozat első kötetét, valamint a Sights and Sounds és a Survival letölthető csomagokat is tartalmazzák.
A The Last of Us digitális kiadásban is elérhető a PlayStation Store-on keresztül. Ez egy egyedi telepítőt tartalmaz, amely lehetővé teszi a játékot, amint a játék adatának valamivel több, mint fele letöltődött.

### Letölthető tartalmak
Bizonyos előrendelői kiadások két bónusz letölthető csomagot is tartalmaztak. A Sights and Sounds Pack a játék Gustavo Santaolalla által szerzett hivatalos zenei albumát, a The Last of Us Dynamic Theme PlayStation 3-témát, illetve két Joel és Ellie avatárt tartalmazza. A Survival Pack bónusz többjátékos tapasztalati pontokat és pénzt, különleges, testreszabható tárgyakat, illetve egy erősebb közelharcot biztosító boostert, valamint az egyjátékos kampány teljesítése után megnyíló bónusz Joel és Ellie skineket tartalmazza.
Május 28-án, tizenhét nappal a játék megjelenése előtt Eric Monacelli, a Naughty Dog közösségi menedzsere a PlayStation Blogon bemutatta a Season Passt. A jegy csökkentett árat biztosít három még meg nem jelent letölthető tartalomhoz, amelyek közül az első az egyjátékos mód kiegészítése lesz, míg a másik kettő többjátékos pályák és egyéb bővítések lesznek. A jegy ezek mellett néhány egyjátékos bónuszhoz és egy kilencven perces Grounded: Making of The Last of Us című, a játék fejlesztését bemutató dokumentumfilhez is hozzájuttatja a játékost.

### Hibák és viták
Azok a játékosok, akik letöltötték a játék megjelenéskor elérhető javítást automentési gondokba ütköztek, ami megakadályozta, hogy a játékállásuk automatikusan elmentődjön. A problémát hamar elhárították. A Sony szerint a rendellenesség a Naughty Dog szervereinek hibája miatt történt. Néhány nappal a játék megjelenése után a szaklapok jelentése szerint az rejtett telefonszex számokat tartalmaz. Neil Druckmann elmondása szerint a számok az egyik művész hibájából kerültek be, el fogják távolítani azokat. A számokat 2013. június 28-án, az 1.02-es javításban eltávolították.
A játék egyik főszereplőjét, Ellie-t gyakran hasonlították Ellen Page színésznőhöz. Amikor erről kérdezték a Redditen Page elmondta, hogy ugyan „hízelgőnek kellene éreznie” a hasonlóságot, azonban nem kifejezetten értékeli, hogy a Naughty Dog „ellopta” a külsejét, mivel egy másik PlayStation 3-játékban, a Beyond: Two Soulsban főszerepet játszik.

## Képregény
The Last of Us: American Dreams címen egy négyszámos képregény minisorozatot jelentett meg a Dark Horse Comics. A képregényeket Neil Druckmann, a játék kreatív igazgatója és írója, valamint Faith Erin Hicks képregényművész írta. A képregénysorozat a játék előzménye, egy évvel annak eseményei előtt játszódik és a fiatalabb Ellie és egy másik fiatal túlélő, Riley kalandjait meséli el. Az első lapszáma 2013. április 3-án jelent meg. A képregény és a játék iránti kereslet miatt kifogytak belőle, ezért 2013. május 29-én utánnyomás vált elérhetővé. A képregény második kötete ugyanezen napon jelent meg. A harmadik lapszám 2013. június 26-án jelent meg. A negyedik lapszám 2013. július 31-én fog megjelenni.

## Zene
A játék zenéjét a kétszeres a legjobb eredeti filmzenének járó Oscar-díjjal kitüntetett Gustavo Santaolalla zeneszerző szerezte. A fejlesztőcsapat a zenével inkább az érzelmekre kívánta helyezni a hangsúlyt, mintsem a rettegésre. A főcím egy akusztikus gitár vezette, moll hangnemben, törzsi ütősök felett arpeggiált szám, ami a vadul pengetett húrok disszonáns csúcspontjában tetősödik ki. A zene megjelenése óta nagy kritikai elismerésben részesült. Számos hangszeren, így a gitáron is maga Santaolalla játszik. A zene nagyzenekari részeit a nashville-i Ocean Way Studiosban vették fel a Nashville Scoring Orchestra közreműködésével. A játék zenei albuma 2013. július 7-én jelent meg az iTunes Store-on, de a Sights & Sounds DLC Pack előrendelői letölthető tartalomban is szerepel.
| Számlista | Számlista                            | Számlista           | Számlista | Számlista | Számlista | Számlista | Számlista | Számlista | Számlista |
|           | Cím                                  | Zene                | Hossz     |           |           |           |           |           |           |
| --------- | ------------------------------------ | ------------------- | --------- | --------- | --------- | --------- | --------- | --------- | --------- |
| 1.        | The Quarantine Zone (20 Years Later) | Gustavo Santaolalla | 3:40      |           |           |           |           |           |           |
| 2.        | The Hour                             | Gustavo Santaolalla | 1:01      |           |           |           |           |           |           |
| 3.        | The Last of Us                       | Gustavo Santaolalla | 3:03      |           |           |           |           |           |           |
| 4.        | Forgetten Memories                   | Gustavo Santaolalla | 1:07      |           |           |           |           |           |           |
| 5.        | The Outbreak                         | Gustavo Santaolalla | 1:31      |           |           |           |           |           |           |
| 6.        | Vanishing Grace                      | Gustavo Santaolalla | 2:06      |           |           |           |           |           |           |
| 7.        | The Hunters                          | Gustavo Santaolalla | 2:00      |           |           |           |           |           |           |
| 8.        | All Gone                             | Gustavo Santaolalla | 1:13      |           |           |           |           |           |           |
| 9.        | Vanishing Grace (Innocence)          | Gustavo Santaolalla | 0:55      |           |           |           |           |           |           |
| 10.       | By Any Means                         | Gustavo Santaolalla | 1:53      |           |           |           |           |           |           |
| 11.       | The Choice                           | Gustavo Santaolalla | 1:42      |           |           |           |           |           |           |
| 12.       | Smugglers                            | Gustavo Santaolalla | 1:38      |           |           |           |           |           |           |
| 13.       | The Last of Us (Never Again)         | Gustavo Santaolalla | 1:01      |           |           |           |           |           |           |
| 14.       | The Last of Us (Goodnight)           | Gustavo Santaolalla | 0:51      |           |           |           |           |           |           |
| 15.       | I Know What You Are                  | Gustavo Santaolalla | 1:21      |           |           |           |           |           |           |
| 16.       | Home                                 | Gustavo Santaolalla | 3:08      |           |           |           |           |           |           |
| 17.       | Infected                             | Gustavo Santaolalla | 1:16      |           |           |           |           |           |           |
| 18.       | All Gone (Aftermath)                 | Gustavo Santaolalla | 1:04      |           |           |           |           |           |           |
| 19.       | The Last of Us (A New Dawn)          | Gustavo Santaolalla | 2:28      |           |           |           |           |           |           |
| 20.       | All Gone (No Escape)                 | Gustavo Santaolalla | 2:54      |           |           |           |           |           |           |
| 21.       | Vanishing Grace (Childhood)          | Gustavo Santaolalla | 1:41      |           |           |           |           |           |           |
| 22.       | The Path                             | Gustavo Santaolalla | 1:29      |           |           |           |           |           |           |
| 23.       | All Gone (Alone)                     | Gustavo Santaolalla | 1:22      |           |           |           |           |           |           |
| 24.       | Blackout                             | Gustavo Santaolalla | 1:38      |           |           |           |           |           |           |
| 25.       | The Way It Was                       | Gustavo Santaolalla | 1:31      |           |           |           |           |           |           |
| 26.       | Breathless                           | Gustavo Santaolalla | 1:24      |           |           |           |           |           |           |
| 27.       | The Last of Us (You and Me)          | Gustavo Santaolalla | 2:08      |           |           |           |           |           |           |
| 28.       | All Gone (The Outside)               | Gustavo Santaolalla | 1:58      |           |           |           |           |           |           |
| 29.       | The Path (A New Beginning)           | Gustavo Santaolalla | 2:47      |           |           |           |           |           |           |
| 30.       | Returning                            | Gustavo Santaolalla | 3:35      |           |           |           |           |           |           |
| 56:21     |                                      |                     |           |           |           |           |           |           |           |

## Fogadtatás
| Összegzőoldal | Értékelés |
| ------------- | --------- |
| GameRankings  | 95%       |
| Metacritic    | 95/100    |

| Szerző      | Értékelés |
| ----------- | --------- |
| Destructoid | 10/10     |
| Edge        | 10/10     |
| Eurogamer   | 10/10     |
| GameSpot    | 8/10      |
| IGN         | 10/10     |
| OPM (UK)    | 10/10     |
| PC Guru     | 98/100    |
| Polygon     | 7,5/10    |

A The Last of Us általános elismerésben részesült, a Metacritic gyűjtőoldal szerint összesen negyvenkét videójátékokkal foglalkozó sajtóorgánumtól kapott tökéletes értékelést, megdöntve ezzel az Uncharted 2 rekordját, ami harminckilenc tökéletes pontszámot kapott. A játék 95-ös, illetve 95,12%-os pontszámmal áll a Metacritic és a GameRankings gyűjtőoldalakon. A Metacritic a 2013-as év legjobb, illetve minden idők harmadik legjobb értékelésű PlayStation 3-játékának sorolta be (a LittleBigPlanet, a Red Dead Redemption és a Portal 2 mellett) a 2008-as Grand Theft Auto IV, a 2009-es Uncharted 2: Among Thieves és a 2011-es Batman: Arkham City mögött. A The Last of Us a GameRankingson a 2013-as év második legjobb PlayStation 3-játéka lett a BioShock Infinite mögött.
Az Edge tökéletes, 10/10-es pontszámmal értékelte a játékot, hozzáfűzve, hogy „a Naughty Dog megalkotta a jelenlegi konzolgeneráció leglebilincselőbb, érzelmileg rezonáns történet-alapú eposzát. Időnként könnyű, úgy érezni, hogy egy nagy költségvetésű fejlesztésnél túl sokat kockáztatnának azzal, hogy szemet hunynak a makacsul fortélyos ötletek kivirágzása felett, de ekkor feltűnik egy olyan játék, mint a The Last of Us, és kiemelkedik a szétmorzsolódott aszfalt alól, akárcsak egy kúszó szőlőtőke, zölden, akár egy kifényesített smaragd.” A Eurogamer is tökéletes, 10/10-es pontszámot adott a játéknak, kimondva, hogy „amikor a blockbuster akciójátékok elsüllyednek az irtózatos túltermelés, a sekélyes játékmenet és a megtört narratíva mocsarában, addig a The Last of Us egy mélyen lenyűgöző demonstrációja, annak, hogy hogyan lehet s, hogy hogyan kellene ezt csinálni. A biztos úton indul, de bátran fejeződik be; szíve és karakán természete van, gyönyörűen összeáll, de ezek mellett még igazi videójáték is tud lenni. A The Last of Us egy haldokló világ elégiája, műfajának reménysugara.” Az ABC Good Game című műsorának házigazdái, Steven O’Donnell és Stephanie Bendixsen mind tökéletes, 10/10-es pontszámmal díjazták a játékot, így a műsor 2006-os fennállásának óta a kilencedik játék lett, aminek sikerült ezt elérnie.
Az Empire is tökéletes, 5/5-ös pontszámot adott a játékra, megemlítve, hogy „a The Last of Us nem csak az eddigi legkiválóbb játék, amit a Naughty Dog készített, illetve a jelenlegi konzolgeneráció legjobb játéka, hanem a játékvilág Citizen Kane-pillanatának bizonyulhat, egy mesterműnek, amire évtizedek múlva jó szájízzel tekintünk vissza.” A PlayStation Official Magazine is 10/10-es pontszámmal értékelte a játékot, ami szerintük „egy műalkotás, amiben a lenyűgöző látványvilág és hangok egy érzelmileg kimerítő, folyamatosan lenyűgöző kalandot táplálnak.” Colin Moriarty, az IGN internetes szaklap írója is tökéletes 10/10-es pontszámmal díjazta a játékot, ami szerinte „egy mestermű, a PlayStation 3 legjobb exklúzívja és egy mindenképpen kötelező játék.” A Destructoid 10/10-es értékelésében Jim Sterling dicsérte a játék egészét, írván, hogy „a The Last of Us többről szól, mint küzdelmekről vagy »érzelmes« történeti szóképekről… a The Last of Us mindent elért, amit el kellett érnie, hogy megadja mindazt, amire vágytam.”
Bár összességében pozitív véleménnyel volt, azonban jóval kritikusabb volt a játék szemben Philip Kollar, a Polygon szerkesztője, megjegyezve, hogy a játék a third-person shooter műfaj sablonjainak korlátai közé szorítja magát, rákényszerítve a játékost, hogy a bizonyos pontjain az adott terület összes ellenfelét meg kelljen ölnie a továbbhaladás érdekében, ami Kollar szerint elüt a játék fennmaradó részéhez viszonyítva. Kollar a „rendezetlen” harcokkal és az elhalálozás miatti gyakori újrakezdésekkel sem volt megelégedve. A GameSpot egyik írója, Tom Mc Shea 8/10-es pontszámmal értékelte a The Last of Ust, kritizálva az ellenőrzőpontok gyakoriságát, ami szerinte elrontja a feszültséget, mivel a játékos sosem érezheti igazán úgy, hogy veszélyben lenne.
A GameStar cikkírójának véleménye szerint a készítők egy olyan mély történetet szerettek volna elmesélni egy végtelenül félelmetes és izgalmas játékban, ami megrendíti a játékost. Ezt sikeresen el is érték, ami főként a részletgazdag környezetnek, az életszerű karaktereknek és a briliáns narratíva köré felépített szívtipró, posztapokaliptikus történetnek köszönhető. A fejlesztő Naughty Dog rengeteget fejlődött az évek során, a korábbi játékaikban feltűnő hibák csak nyomokban, alig észrevehetően szerepelnek. A The Last of Us végtelenül brutális világa tökéletes táptalajt adott az életszerű karaktereknek és a valóságos dialógusoknak, ezek pedig valódi érzelmekkel bírnak és ezzel olyan alapot képeznek, amelyre az egész cselekmény épít. A fejlesztők apróbb kiegészítésekkel megtartották az Uncharted sorozatból ismerős irányítási rendszert, a korábbi harc- és fedezékrendszert -ami hagyott némi kívánnivalót maga után- sikerült javítaniuk. A páratlan MI néha összezavarodik ugyan és van pár beakadó textúra, de ezek csak apróbb zavaró hibák, nem okoznak különösebb problémákat. A játék multiplayere nagyon jól kidolgozott, az egyjátékos mód betonbiztos alapjaira épít, ahol a lopakodásra és az okos taktikák alkalmazására nagy hangsúlyt fektet a játék. A hibátlan dramaturgia, a kidolgozott karakterek és a környezet, valamint a kifinomult harcrendszert említik az összegzésben legfőbb pozitívumokként és 96 ponttal díjazzák a játékot.
A PC Guru teszt elején a szerző megjegyzi, hogy a The Last of Us olyan élményt garantál a PlayStation 3 tulajdonosoknak, amit nem fognak elfelejteni egy darabig. Véleménye szerint a játék megérdemli a kitüntetett figyelmet és az év egyik legjobb játékának tartja. Az alkotás egyik legjobb részének a sztorit nevezi, ami a narratívának, a szereplőknek és a konfliktusoknak hála simán felveszi a versenyt a hasonló témájú filmekkel és regényekkel. A 12-18 órát felölelő végigjátszás során a játék képes folyamatosan fenntartani az érdeklődést és a feszültséget egyaránt, ami részben a fő karakterek közötti dinamikának és az alapvetően egyszerű, mégis változatosan tálalt játékmenetnek köszönhető. Kivételesen jó mesterséges intelligencia miatt a fertőzést túlélőkkel sem lesz egyszerű a harc, a fedezékrendszer viszont mindig nagy segítséget nyújt. A sejtelmes, sokszor idegborzoló zenék, a zörejek, a fertőzöttek hangjai, a lepusztult, de mégis részletgazdag helyszínek és a kiváló fényhatások fontos szerepet játszanak a hangulat megteremtésében. A cikkben megállapítja a tesztelő, hogy semmi forradalmit nem tartalmaz a játék, mert a legtöbb játékelem már szerepelt máshol, viszont ennyire jól még sosem működtek egyetlen játékban sem. A nyitány magával rántja az embert, és olyan történet veszi kezdetét, amit egész egyszerűen alig lehet letenni, a sztori pedig nem csak érdekes és izgalmas, de érzelmi szinten is képes hatni a játékosra. A jól megírt és kiválóan életre keltett karakterek, a rabul ejtő, borongós atmoszféra, a történetet tökéletesen kiegészítő akcióval és rettegéssel operáló játékmenet, valamint az apróbb változások, meglepetések hozzájárulnak ahhoz, hogy a játékosnak szinte fel sem tűnik, hogy végig ugyanazt csinálja. A játékelemek megdöbbentő egyensúlya és a tökéletesre csiszolt játékmenet mellett a remek animációkat, az élettel teli szinkront és a libabőrt okozó zenéket méltatja a cikk a lenyűgöző grafika mellett. Ez utóbbi viszont azzal jár, hogy egyes pályaelemek ismétlődnek, a verőfényben fürdő nagyobb terek esetén pedig 30 fps alá lassulhat a játék. Apróbb negatívumként megjegyzi még a valódi szabadság és az eltérő lezárások hiányát, ám ezektől függetlenül is kötelező vételnek tartja a szerző és 98%-ra értékeli a játékot.
A játék az első helyen mutatkozott be a brit eladási listákon és hat egymást követő héten ott is maradt, ezzel beállítva a FIFA 12 és a Call of Duty: Black Ops II rekordját. A The Last of Us az első helyet szerezte meg az eladási listákon az Egyesült Államokban, Franciaországban, Írországban, Olaszországban, Hollandiában, Svédországban, Finnországban, Norvégiában, Dániában, Spanyolországban és Japánban is. A játékból megjelenésének hetében 1,3 millió példány kelt el, de három hét alatt már több mint 3,4 millió darabot adtak el belőle világszerte.

### Díjak
The Last of Us számos díjat elnyert a 2012-es E3-as bemutatója után: 

| Kategória                         | Díj                                               | Átadó                     | Dátum            |
| --------------------------------- | ------------------------------------------------- | ------------------------- | ---------------- |
| Legjobb PS3-játék                 | A 2012-es E3 legjobbjai                           | IGN                       | 2012. június 6.  |
| Legjobb játék                     | A 2012-es E3 legjobbjai                           | PSU.com                   | 2012. június 11. |
| Leginkább várt játék              | A 2012-es E3 legjobbjai                           | PSU.com                   | 2012. június 11. |
| A rendezvény legjobbja            | A 2012-es E3 legjobbjai                           | Destructoid               | 2012. június 6.  |
| Legjobb PlayStation 3-játék       | A 2012-es E3 legjobbjai                           | Destructoid               | 2012. június 6.  |
| A rendezvény legjobbja            | A 2012-es E3 legjobbjai                           | Machinima.com             | 2012. június 12. |
|                                   | A 2012-es E3 legjobbjai: A szerkesztők választása | GameSpot                  | 2012. június 6.  |
| Legjobb PlayStation 3-játék       | A 2012-es E3 legjobbjai                           | G4tv.com                  | 2012. június 6.  |
| Legjobb Sony exklúzív             | A 2012-es E3 legjobbjai                           | Digital Trends            | 2012. június 6.  |
| Legjobb PlayStation 3 exklúzív    | A 2012-es E3 legjobbjai                           | Game Informer             | 2012. június 13. |
|                                   | Az E3 legjobbjai                                  | The Electric Playground   | 2012. június 12. |
| Legjobb játék                     | Az E3 legjobbjai                                  | The Daily Telegraph       | 2012. június 12. |
| A 2012-es E3 legértékesebb játéka | A 2012-es E3 legértékesebb játékai                | GamesRadar                | 2012. június 12. |
| A rendezvény legjobbja            | A 2012-es E3 legjobbjai                           | Electronic Gaming Monthly | 2012. június 11. |
| Legjobb PS3-játék                 | A 2012-es E3 legjobbjai                           | Electronic Gaming Monthly | 2012. június 11. |
|                                   | 2012-es E3: A szerkesztők választása              | Polygon                   | 2012. június 12. |
|                                   | A 2012-es E3 legjobbjai                           | Yahoo! Games              | 2012. június 12. |
|                                   | A 2012-es E3 legjobbjai                           | Game Revolution           | 2012. június 12. |
| Legjobb játék                     | A 2012-es E3 legjobbjai                           | Cheat Code Central        | 2012. június 11. |
| Leginkább várt játék              | A 2012-es E3 legjobbjai                           | Cheat Code Central        | 2012. június 11. |
| A rendezvény legjobbja            | A 2012-es E3 legjobbjai                           | Game Critics Awards       | 2012. június 26. |
| Legjobb konzoljáték               | A 2012-es E3 legjobbjai                           | Game Critics Awards       | 2012. június 26. |
| Legjobb eredeti játék             | A 2012-es E3 legjobbjai                           | Game Critics Awards       | 2012. június 26. |
| Legjobb akció/kalandjáték         | A 2012-es E3 legjobbjai                           | Game Critics Awards       | 2012. június 26. |
| Külön dicséret a hangokért        | A 2012-es E3 legjobbjai                           | Game Critics Awards       | 2012. június 26. |

## Fordítás
- Ez a szócikk részben vagy egészben a The Last of Us című angol Wikipédia-szócikk ezen változatának fordításán alapul.  Az eredeti cikk szerkesztőit annak laptörténete sorolja fel. Ez a jelzés csupán a megfogalmazás eredetét és a szerzői jogokat jelzi, nem szolgál a cikkben szereplő információk forrásmegjelöléseként.